# Aphoebantus pusillus
Aphoebantus pusillus är en tvåvingeart som beskrevs av Paramonov 1920. Aphoebantus pusillus ingår i släktet Aphoebantus och familjen svävflugor.
Artens utbredningsområde är Turkmenistan. Inga underarter finns listade i Catalogue of Life.